# Paweł Pawlak (ilustrator)

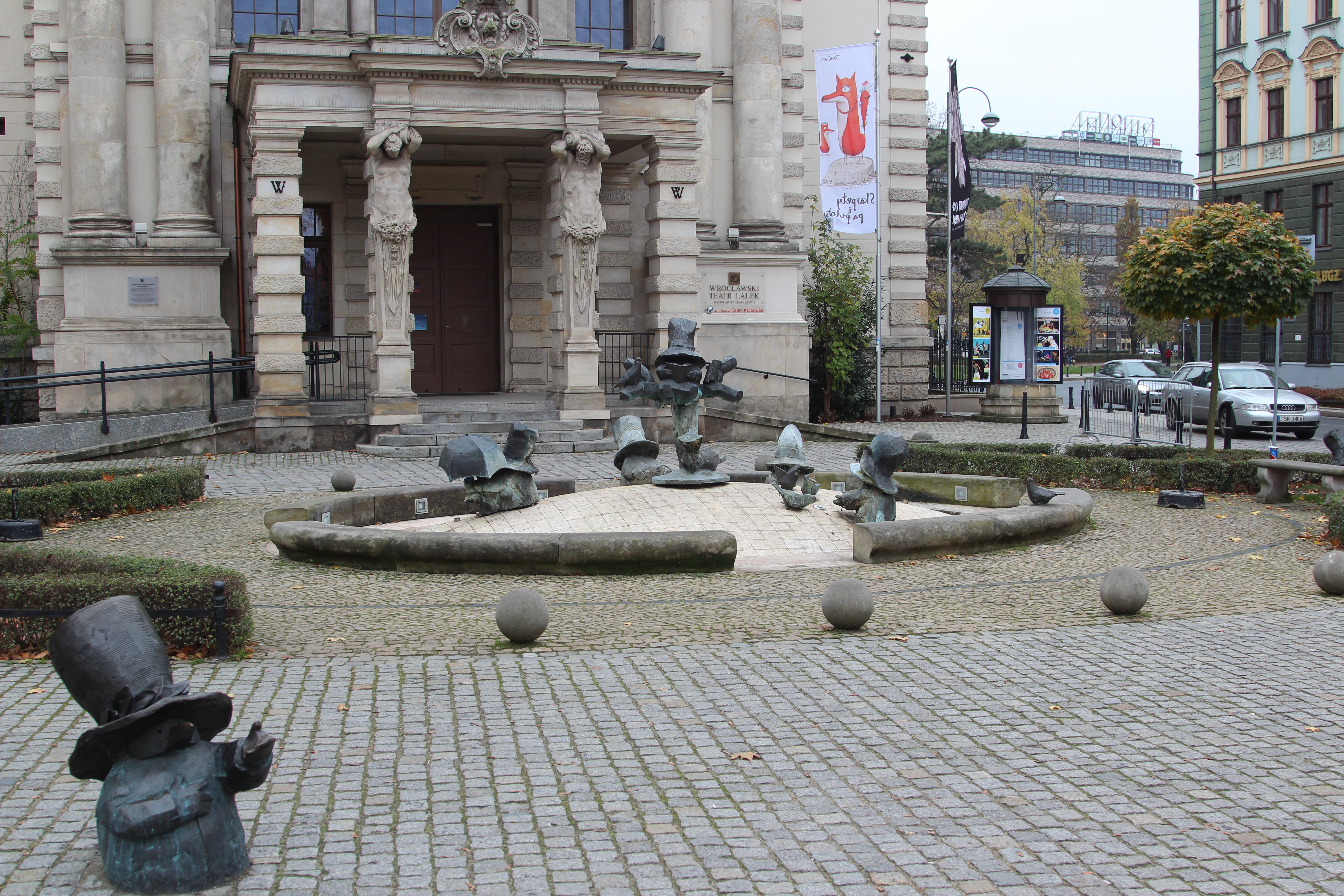
Fontanna Krasnali w Wielkich Kapeluszach we Wrocławiu

Paweł Pawlak (ur. 16 marca 1962 we Wrocławiu) – artysta grafik, ilustrator i autor książek dla dzieci. Zajmuje się ilustracją książkową, grafiką użytkową, malarstwem i scenografią teatralną.

## Życiorys
Ukończył Państwową Wyższą Szkołę Sztuk Pięknych we Wrocławiu, Wydział Malarstwa, Grafiki i Rzeźby 1980–1985, dyplom pod kierunkiem profesorów: Jana Jaromira Aleksiuna i Eugeniusza Geta-Stankiewicza (z wyróżnieniem). Ilustrował książki publikowane m.in. w wydawnictwach: Nasza Księgarnia, Format, Wilga, Znak, Warstwy, Egmont, Dwie Siostry, Poradnia K, Czerwony Konik, Bajka, Tatarak, Media Rodzina, Ezop. Jest autorem fontanny Krasnali w Wielkich Kapeluszach przed Wrocławskim Teatrem Lalek oraz scenografii do spektakli teatralnych. Współpracuje także z wydawnictwami z Francji, Wielkiej Brytanii, Niemiec, Korei i Kanady. Mieszka i pracuje pod Wrocławiem.

### Laureat wielu nagród i wyróżnień
- pierwszej nagrody na IX Biennale Sztuki dla Dziecka w Poznaniu w 1991 r.,
- nagrody Publiczności Dziecięcej w konkursie na projekt książki dla dzieci w Hasselt w 1998 r.
- nagrody Jury w konkursie Współczesna Polska Sztuka Książki w 2000 r. i w 2003 r.
- nagród „Książka Roku” polskiej sekcji IBBY: w 2003 za Historyjki o Alicji, która zawsze wpadała w kłopoty Gianniego Rodari oraz w 2009 za Podręczny NIEporadnik. Młotek Wojciecha Widłaka. Ta książka otrzymała też w tym samym roku nagrodę główną w konkursie „Świat Przyjazny Dziecku” KOPD
- nagrody „Złotego Jabłka” na Biennale Ilustracji BIB w Bratysławie w 2005 roku
- wyróżnienie dla ilustratorów Książka Roku 2012 w kategorii książka obrazkowa za książkę Czarostatki i parodzieje
- wyróżnienie na Triennale Ilustracji TIT w Tallinie w 2009 roku[4]
- Nagroda Pióro Fredry 2011 za książkę Dwa serca anioła

W 2009 r. nominowany do Literackiej Nagrody ALMA (The Astrid Lindgren Memorial Award).

## Książki autorskie
- Jajunciek, Wydawnictwo Muchomor 2005, ISBN 83-89774-15-1.
- Kotek, który merdał ogonem (współpraca Gérard Moncomble), Wydawnictwo Muchomor 2008, ISBN 978-83-89774-29-3.
- Nocny Maciek, Wydawnictwo Stentor/Kora 2008, ISBN 978-83-61245-12-4.
- Czarostatki i parodzieje, Wydawnictwo Tatarak 2012, ISBN 978-83-63522-02-5.
- Ignatek szuka przyjaciela, Wydawnictwo Nasza Księgarnia 2015, ISBN 978-83-10-12972-7.
- Ciao! Ahoj! Hello!, Wydawnictwo Dwie Siostry 2017, ISBN 978-83-65341-27-3.
- Nie bój się, dziadku!, Wydawnictwo Wilga 2020, ISBN 978-83-280-8037-9.
- Felcia, Wydawnictwo Wilga 2022, ISBN 978-83-280-9427-7.

## Zilustrował (wybór)
- Historyjki o Alicji, która zawsze wpadała w kłopoty, Gianni Rodari, tłum. Jarosław Mikołajewski Wydawnictwo Muchomor 2003, ISBN 83-917214-9-3.
- Medal pana Zająca, Becky Bloom, Wydawnictwo Muchomor 2004, ISBN 83-89774-05-4.
- Z górki na pazurki, Zofia Beszczyńska, Media Rodzina 2005, ISBN 83-7278-157-5.
- Okruszek z Zaczarowanego Lasu, Jacek Lelonkiewicz, Wydawnictwo Ezop 2005, ISBN 83-89133-14-8.
- Chodzi, chodzi baj po ścianie, Kazimiera Iłłakiewiczówna, Media Rodzina 2007
- O dwunastu miesiącach, Media Rodzina 2009, ISBN 978-83-7278-355-4.
- Les lapins du papier paint, Serge Prud’homme, Wydawnictwo Editions Lito 2007
- Okruszek rusza na Kraj Świata, Jacek Lelonkiewicz, Wydawnictwo Ezop 2008, ISBN 978-83-89133-42-7.
- Sekretne życie krasnali w wielkich kapeluszach, Wojciech Widłak, Wydawnictwo Format 2008, ISBN 978-83-921483-9-5.
- Podręczny nieporadnik. Młotek, Wojciech Widłak, Wydawnictwo Czerwony Konik 2009, ISBN 978-83-926726-1-6.
- Skąd się biorą dzieci, Marcin Brykczyński, Wydawnictwo Nasza Ksiegarnia 2009, ISBN 978-83-10-11744-1.
- Mój pierwszy atlas świata (wspólnie z Ewą Kozyrą-Pawlak), Wydawnictwo LektorKlett 2009
- Zarafa, Adam Jaromir, Wydawnictwo Muchomor 2010, ISBN 978-83-89774-37-8.
- Baśnie. Dzikie łabędzie H. Ch. Andersen, Media Rodzina 2009
- Czupieńki. Gwiazdka, Gerard Moncomble, Media Rodzina 2009, ISBN 978-83-7278-386-8.
- Podręczny nieporadnik. Rękawiczka, Wojciech Widłak, Wydawnictwo Czerwony Konik 2010, ISBN 978-83-926726-9-2.
- Czupieńki. Smok, Gerard Moncomble, Media Rodzina 2010, ISBN 978-83-7278-463-6.
- Podręczny nieporadnik. Grzebień, Wojciech Widłak, Wydawnictwo Czerwony Konik 2010, ISBN 83-926726-5-8.
- Koniec świata i poziomki, Anna Onichimowska, Znak 2010
- Dwa serca anioła, Wojciech Widłak Media Rodzina 2011, ISBN 978-83-7278-532-9.
- Wierszem napisane. Piękna i mądra bajka o troskach, Danuta Wawiłow, Wydawnictwo Egmont 2012, ISBN 978-83-237-5346-9.
- O Melanii, Melchiorze i panu Przypadku, Roksana Jędrzejewska-Wróbel, Wydawnictwo Bajka 2013, ISBN 978-83-61824-60-2.
- Alchemiczna komnata, Magdalena Skrabska, Zamek Królewski na Wawelu 2013, ISBN 978-83-61866-27-5.
- Zagadkowa koperta listonosza Artura, Gerrard Moncomble, Wydawnictwo Format 2013, ISBN 978-83-61488-37-8.
- NIEkalendarz, Wydawnictwo Czerwony Konik 2014
- Para, czyli o dwóch takich, co próbowali straszyć, Jarosław Mikołajewski, Wydawnictwo Bajka 2014, ISBN 978-83-61824-67-1.
- Przepraszam czy jesteś czarownicą, Emily Horn, Wydawnictwo Muchomor 2015, ISBN 978-83-89774-84-2.
- Mały atlas ptaków (współautorka Ewa Pawlak), Wydawnictwo Nasza Księgarnia 2017, ISBN 978-83-10-13238-3.
- Mały atlas motyli (współautorka Ewa Pawlak), Wydawnictwo Nasza Księgarnia 2018, ISBN 978-83-10-13382-3.
- Mały atlas zwierzaków (współautorka Ewa Pawlak), Wydawnictwo Nasza Księgarnia 2019, ISBN 978-83-10-13455-4.
- Pan Stanisław odlatuje, Justyna Bednarek, Wydawnictwo Nasza Księgarnia 2019, ISBN 978-83-10-13450-9.
- Wrocławski abecadlik (współautorka Ewa Pawlak), Wydawnictwo Warstwy 2020, ISBN 978-83-65502-42-1.
- Mały atlas kotów (i kociaków) (współautorka Ewa Pawlak), Wydawnictwo Nasza Księgarnia 2021, ISBN 978-83-10-13847-7.
- Mały atlas psów i szczeniaków (współautorka Ewa Pawlak), Wydawnictwo Nasza Księgarnia 2023, ISBN 978-83-10-13896-5.

## Ważniejsze wystawy indywidualne
- Państwowa Wyższa Szkoła Sztuk Plastycznych, Wrocław 1982;
- Galerie Saluden, Quimper (Francja) 1987;
- Galeria “Na Solnym”, Wrocław 1992;
- Galeria “Na Odwachu”, Wrocław 1993;
- Galeria “Pod Plafonem”, Wrocław 1997;
- Stadt- und Kreismuseum, Dippoldiswalde, Niemcy 2000;
- Musée de Morlaix, Morlaix, Francja 2004;
- „Tere… Fere… Kuku”, Galeria Design (z E. Kozyra-Pawlak), Wrocław 2007;
- „Złap bakcyla sztuki”, Fundacja “Sto Pociech” (z E. Kozyrą-Pawlak), Warszawa 2010;
- „Zaraz wracam. Święty Mikołaj”, Galeria 2. Piętro, Wrocław 2010;
- „Atout Matou”, Galerie Saluden (z E. Kozyrą-Pawlak), Quimper (Francja) 2010;
- Eesti Lastekirjanduse Keskus (z E. Kozyrą-Pawlak), Tallin (Estonia) 2010;
- Tartu Manguasjamuuseum (z E. Kozyrą-Pawlak), Tartu (Estonia) 2010;
- Ilon Wikland’s Museum (z E. Kozyrą-Pawlak), Happsalu (Estonia) 2010;
- „Von Blauohren und Zauberdecken” (z E. Kozyrą-Pawlak), Koeppenhaus, Griefswald (Niemcy) 2010; „Wysmakowaneszczegóływyciętezwyrachowanąpieczołowitością”, Galeria M, Wrocław 2011;
- „Dziecinnie proste” (z E. Kozyrą-Pawlak), Cafe Szafe, Kraków 2011;
- „Kotek, który merdał ogonem”, Ambasada Rzeczypospolitej Polskiej, Berlin, 2013[1].